# 水流公
水流公（臺羅：Tsuí-lâu-kong），意指在海上漂浮的屍體或是神像。人們看到這些浮屍或神像，打撈起來並保存好，上岸後埋葬或供拜，若其顯靈，便會建廟祭拜。「水流公」屬於有應公的一種，通常在靠海或離島地區較為常見。若是女性則稱水流媽（臺羅：Tsuí-lâu-Má）。

## 內容

### 小琉球水興宮

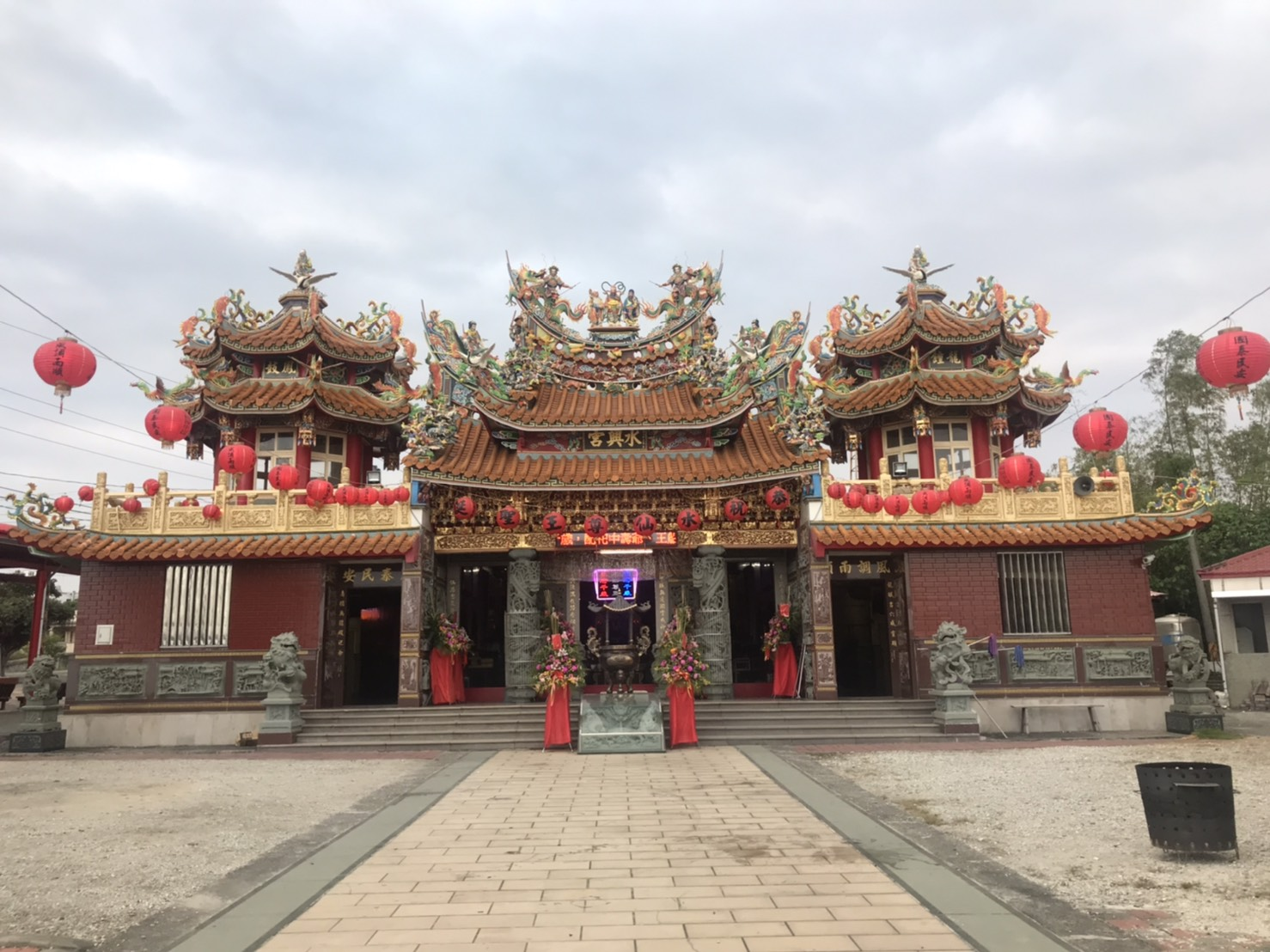
小琉球大寮角水興宮

屏東縣琉球鄉大寮角的水興廟，其由來如下：當地漁民洪安於昭和八年（1933年）捕到鯊魚後，頗開魚腹發現其中有一人腳骨，回小琉球埋葬時，神靈突然降乩於負責埋葬的洪登基身上，並表明其為就讀高級水產的林姓學生，因行船不當落水而亡。
洪姓族人聽聞後，便相聚討論與前往三隆宮、碧雲寺尋問三府王爺與觀音世菩薩之意見，並於昭和二十年（民國三十四年）為其建廟，並尊該林姓魂魄為水仙尊王。據說水仙尊王善於預測海象與颱風，因此其信仰群眾逐漸由洪姓家族擴張為大寮角漁民，後擴張至全島。

### 小琉球哪福堂

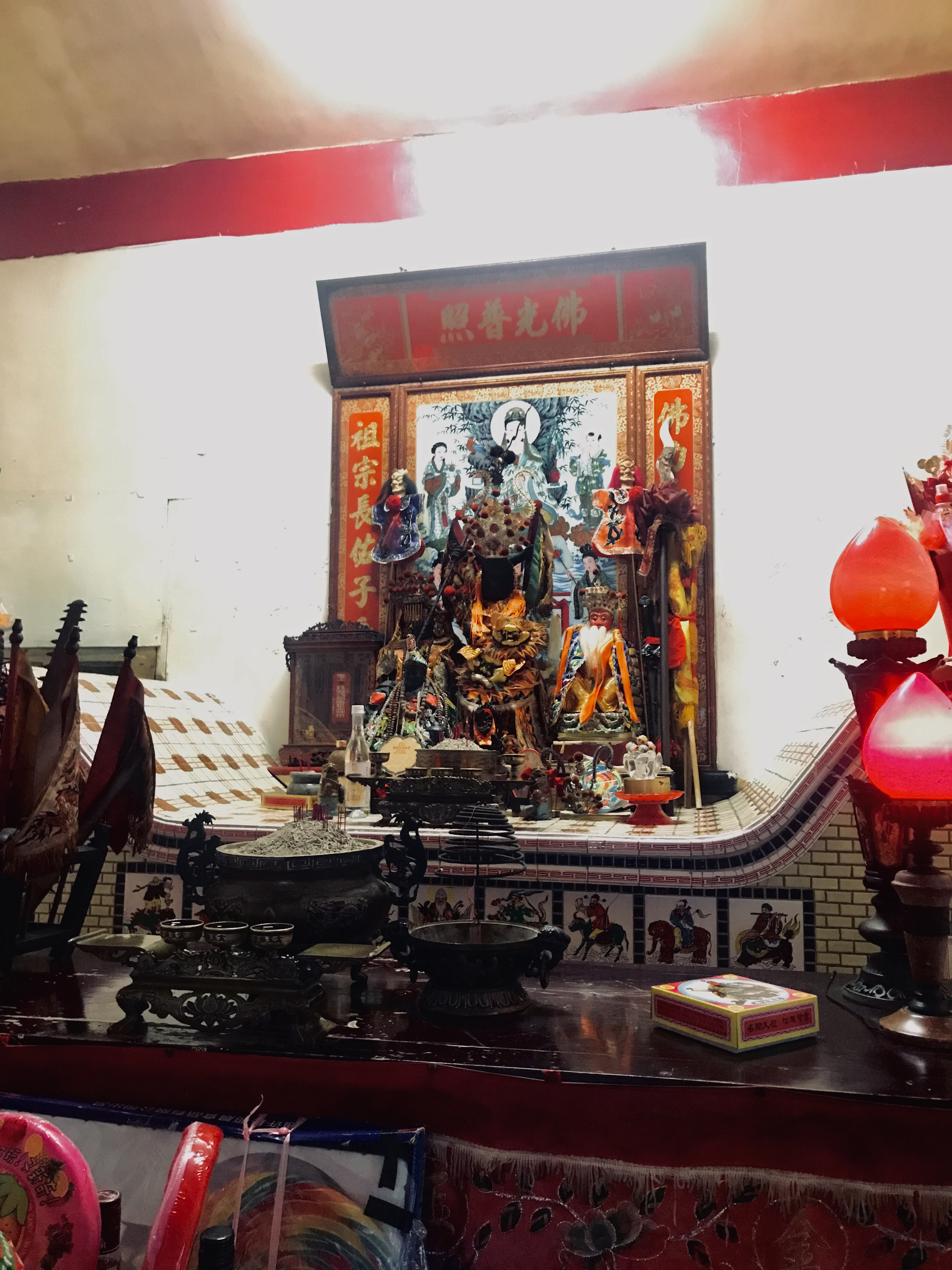
小琉球白沙尾角哪福堂太子爺

除了上述於海中撿到的屍骨以外，另外一種水流公為在海中撿到的神像。
琉球嶼白沙尾角的哪福堂，由李姓家族祭祀，其主祀神明為哪吒，其由來如下：據說是在宜蘭南方澳有人發現船擱淺，上船查看船上卻沒有人，只有五尊神像：太子（哪吒）爺、媽祖、千里眼、順風耳、財神爺。當地居民便建昭安宮供奉這五尊落難神像。
約五十年前，李福祥搭上別人的船要回小琉球，別人船上偷請太子爺跟船（就是未經過廟方同意直接拿走神像），船繞到小琉球附近捕魚，並將神像請到李福祥家暫住幾日，後來漁民要走時說神像就送給李家好了，便沒帶走太子爺。太子爺曾經附身李福祥，但由於家中人口眾多、開銷不小，李福祥爸爸希望李福祥能夠討海補貼家中支出，而非作為乩童生活下去，幾經爭吵後，李福祥決意出海，並在出海前一天告知家中族人，太子爺說他命數淺薄，原本借他身是想順便改善他的命數，但無奈家中長輩不同意，因此如若李福祥出海捕魚，沒有回家便直接認知他是去環遊世界不會回家了，若成功回家也是很難得。後來李福祥漁船失事於颱風。
至此事後，南方澳昭安宮太子爺開始顯靈，漸漸聚集了許多信徒與香火。李家太子爺則未有發展的機會，目前放置於李家三樓神明廳。不過仍有定期舉辦宴會，而且會邀請朋友（可能非固定祭拜者）一起參與，據說小琉球的小廟都會在有活動時互相邀請，雖然被邀請者不一定與神明有祭祀關係，但仍會一起同樂。

### 腳註
1. ↑  . country.slps.tp.edu.tw.   [2021-12-22].
2. ↑  根據琉球嶼水興廟碑誌與該廟主委2020年12月受訪編寫而成。
3. ↑  根據該廟主委2020年12月受訪編寫而成。

### 文獻
- 周正義. . 認識三芝. 2013-04-28  [2021-12-22]. （原始内容存档于2021-12-22）.
- . 自由時報電子報. 2010-01-09  [2021-12-22] （中文（臺灣））.
- 小琉球漁民祭祀「水流公」信仰初探
- 台南地區民間無祀孤魂轉化為神明的考察